# 谢尔河畔梅里
谢尔河畔梅里（法語：Méry-sur-Cher，法語發音：[meʁi syʁ ʃɛʁ]）是法国谢尔省的一个市镇，位于该省西北部，属于维耶尔宗区。

## 地理
谢尔河畔梅里（47°14'46"N, 1°59'18"E）面积20.91 平方千米，位于法国中央-卢瓦尔河谷大区谢尔省，该省份为法国中部省份，北起卢瓦雷省，西接卢瓦-谢尔省和安德尔省，南至克勒兹省，东南接阿列省，东临涅夫勒省。
与谢尔河畔梅里接壤的市镇（或旧市镇、城区）包括：普雷河畔圣乔治、圣伊莱尔德库尔、泰尼乌、维耶尔宗、泰耶。

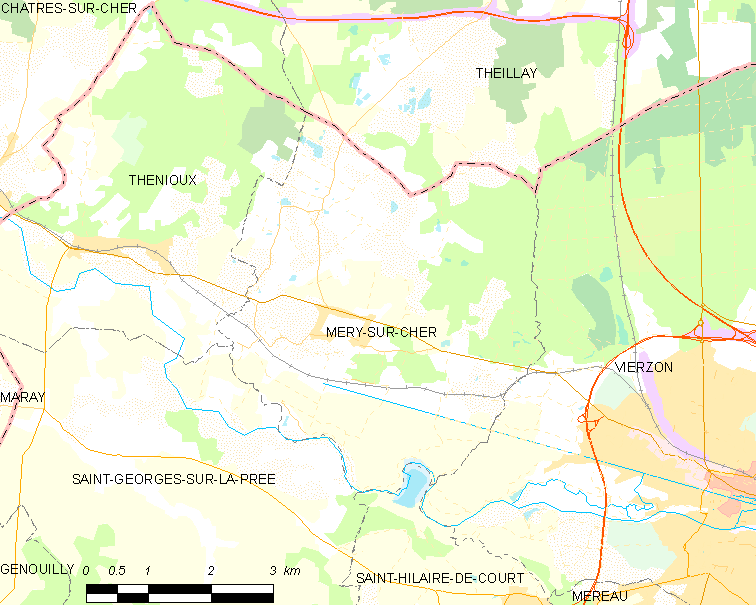
谢尔河畔梅里的OSM定位图

谢尔河畔梅里的时区为UTC+01:00、UTC+02:00（夏令时）。

## 行政
谢尔河畔梅里的邮政编码为18100，INSEE市镇编码为18150。

## 政治
谢尔河畔梅里所属的省级选区为维耶尔宗第二县。

## 人口

1962-2008年间谢尔河畔梅里人口变化图示

谢尔河畔梅里于2022年1月1日时的人口数量为710人。